# Inge Methfessel
Ingeborg „Inge“ Dorothea Maria Methfessel (* 22. September 1924 in Kreibitz, Tschechoslowakei als Inge Heide; † 9. September 2021 in Witten) war eine deutsche Schriftstellerin.

## Leben
Methfessel wuchs in Böhmisch Kamnitz auf. Im Jahre 1943 absolvierte sie ihr Abitur am Gymnasium Tetschen. 1945 wurde sie aus ihrer Heimat vertrieben. In Prag und Halle (Saale) studierte sie Medizin und machte 1950 ihr Staatsexamen, anschließend übersiedelte sie in die Bundesrepublik Deutschland. 
Sie heiratete 1951 den späteren Professor für Experimentalphysik Siegfried Methfessel. Gemeinsam hatten sie fünf Kinder. Mit der Familie lebte sie vier Jahre in der Schweiz und sieben Jahre in den USA, bevor sie 1969 nach Deutschland zurückkehrte. Von 1972 bis zu ihrem Tod im Jahr 2021 wohnte sie in Witten. 
Trotz anhaltender geistiger Gesundheit verstarb sie am 9. September 2021, wenige Tage vor ihrem 97. Geburtstag, an Altersschwäche und wurde am 22. Oktober 2021 auf dem Durchholzer Friedhof beigesetzt. 
Sie war Mitglied der Künstlergilde Esslingen, der Autorengruppe der VHS Witten und der literarischen Gesellschaft Bochum.

## Auszeichnungen (Auswahl)
- 1984: Preis beim Kurzgeschichtenwettbewerb des Deutschen Allgemeinen Sonntagsblatts
- 1986 und 1990: 1. Preis Erzählwettbewerb Ostdt. Kulturrat
- 1989: Literaturpreis Umwelt des Landes NRW
- 1990: Nikolaus-Lenau-Preis für Lyrik der Internationalen Lenau-Gesellschaft
- 1992: Förderpreis zum Literaturpreis Ruhrgebiet
- 1993: Sudetendeutscher Kulturpreis für Schrifttum
- Förderpreis zum NRW-Kulturpreis für das Theaterstück Der Herr Geheimrat gibt sich die Ehre
- 1999: Wilhelm-Busch-Preis für satirische und humoristische Versdichtung
- 2007: 1. Preis der Künstlergilde Esslingen

## Werke (Auswahl)
- Kinder sind einsam. Schweizer Jugend-Verlag, Solothurn 1972, ISBN 3-7260-0000-3.
- Küstenlandschaft. Gedichte. Bläschke, St. Michael 1980, ISBN 3-7053-1090-9.
- Kein Verlaß auf Liebe? Jugendroman. Enßlin & Laiblin, Reutlingen 1989, ISBN 3-7709-0680-2.
- Kein Job für schwache Nerven. Eine Babysitter-Karriere. Jugendroman. Enßlin & Laiblin, Reutlingen 1990, ISBN 3-7709-0719-1.
- Freundschaft nicht ausgeschlossen. Jugendroman. Enßlin & Laiblin, Reutlingen 1991, ISBN 3-7709-0730-2.
- Ein Jahr wie keins zuvor. Enßlin & Laiblin, Reutlingen 1992, ISBN 3-7709-1123-7.
- Von Häusern und Gräbern. Erzählung. Sudetendt. Landsmannschaft, München 1993.
- Die Nazis in der Hölle. Mahnke, Verden/Aller 1993.
- Das Mädchen aus dem Nachbarhaus. Enßlin & Laiblin, Reutlingen 1994, ISBN 3-7709-0812-0.
- Der Herr Geheimrat läßt bitten. Dt. Theaterverlag, Weinheim 1995.
- Liebe oder so ähnlich. Enßlin & Laiblin, Reutlingen 1995, ISBN 3-7709-0872-4.
- Alles Alexander oder die Klassenfahrt nach Rom. Enßlin & Laiblin, Reutlingen 1996, ISBN 3-7709-0879-1.
- Die Zukunft hat schon begonnen. Eine Komödie. Dt. Theaterverlag, Weinheim 1998, ISBN 3-7695-0672-3.
- mit E. Kochinke: Strukturen. Klingenfuß, Münster 2000.
- Wie werden wir Schneewittchen los? Dt. Theaterverlag, Weinheim 2000, ISBN 3-7695-1699-0.
- mit E. Kochinke: Turmbewohner. Witten 2001.
- Kaffeehaus Kasimir. Spiel in einem Akt. Theaterverlag Mahnke, Verden 2003.

Hörspiele
- Die Rede des Generals. BR, München 1982.[2]
- Warten auf den Briefträger. WDR, Köln 1986.
- Über die Mauer, über den Abgrund. WDR, Köln 1988.